# František Otta
František Otta (16. dubna 1848 Kostelec nad Labem – 25. května 1939 Rakovník) byl český podnikatel, který v Rakovníku vybudoval úspěšnou továrnu na mýdla, jedlé tuky a kosmetiku, později známou jako Rakona. Byl také veřejně činný a měl výrazný podíl na rozvoji města.

## Mládí
Už jako dítě František Otta vždy odpovídal na otázku, čím chce být, jednoznačně, mydlářem. Po obecné škole šel proto do učení, stal se tovaryšem v pražské mydlářské firmě Pitteroff. Když se po čtyřech letech v roce 1865 vyučil, nastoupil k mydláři Vlčkovi a pak pracoval v dílně „U Velkých Šálků“ na Karlově náměstí. V Praze ale nepobyl dlouho, jako ostatní musel jít na vandr. Přes Linec se dostal do Salcburku, potom zkoušel štěstí v severních Čechách, odkud putoval do Drážďan a Ochranova. Nakonec se ale vrátil do Prahy, kde čtyři roky pracoval v mydlářské továrně Feigl a Winternitz, aby poté díky svým zkušenostem získal pozici dílovedoucího v malostranské firmě Demartini. Jeho životní úroveň se výrazně zlepšila, toužil ale po vlastní firmě, takže když mu starší bratr Antonín, který mezitím stal váženým kožešníkem v Rakovníku, napsal, že se na náměstí uvolnila mydlářská dílna, neváhal.

## Ottova továrna

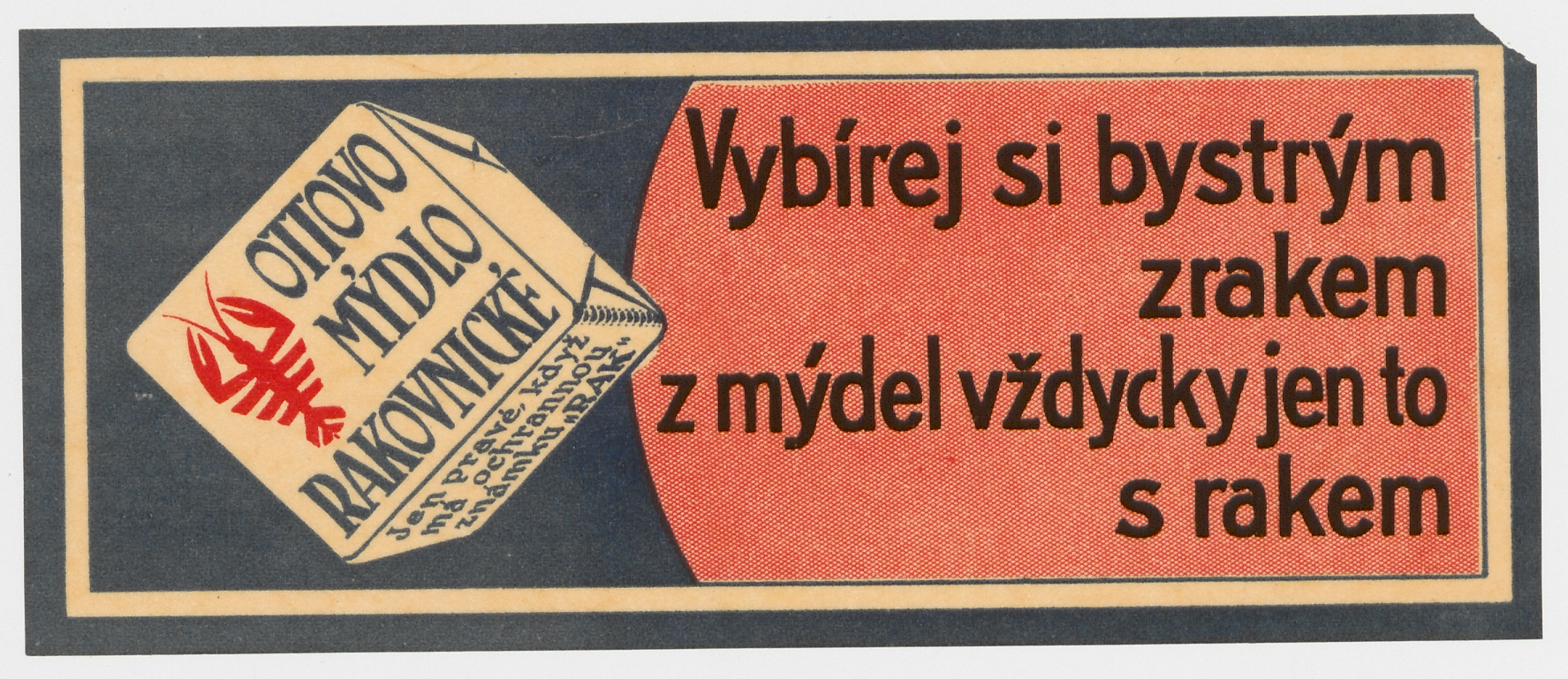
Reklama na výrobky firmy Otta Rakovník, 30. léta 20. století. (SOA Praha)

Do Rakovníka se přestěhoval roku 1875 a začal provozovat mydlárnu v domě čp. 117 na Husově náměstí. Přes počáteční těžkosti se uchytil, svou dílnu rozšířil, přibral tovaryše a sám se spíše věnoval cestám za zákazníky. Dosavadní dílna mu ale postupně přestávala stačit, také výroba mýdla vadila okolí a proto se rozhodl postavit si novou výrobnu za městem, současně se spolu s rodinou přestěhoval do domu čp. 124 na náměstí, kde si v přízemí zařídil obchod s mýdly a toaletními potřebami. Provoz v nové továrničce za železniční tratí zahájil v roce 1901. Skupoval také pozemky v okolí, což mu dále umožnilo její rozvoj.
Expanzi Ottova podnikání nicméně konkurovala Schichtova německá továrna na levná mýdla z Ústí nad Labem (pozdější Setuza), na trhu šlo o soupeření „mýdla s rakem“ proti „mýdlu s jelenem“. František Otta využil zkušeností svého nejstaršího syna Aloise, které získal v zahraničí, kam jej otec mezitím podle vlastního vzoru poslal, a uvedl na český trh jako zatím neznámou novinku bílé mýdlo. Tento tah byl velmi úspěšný, mýdlo s nezaměnitelným symbolem raka (používaným už od roku 1896) šlo velmi dobře na odbyt a rakovnická továrna se dále rozšiřovala. Byla také zavedena strojová výroba a k roku 1914 už v Ottově firmě pracovalo 40 zaměstnanců.
Krizi během první světové války, kdy všichni jeho synové i většina zaměstnanců musela narukovat, se podařilo brzy překonat a další léta znamenala nový růst. V roce 1921 František Otta firmu předal svým třem synům a odešel na odpočinek. Nejstarší Alois vedl hlavní technické oddělení, František Otta ml. měl jako inženýr chemie na starosti chemické a nákupní oddělení a Julius, který kvůli tomu opustil studia architektury, administrativu a účetnictví. Díky pokračujícímu úspěchu byla mj. do továrny zavedena železniční vlečka a v roce 1927 byla zahájena její kompletní přestavba včetně výstavby nových provozoven (hlavní administrativní budovu vyprojektoval architekt Jaroslav Rössler). I během velké krize ve 30. letech se firma snažila udržet všechny své zaměstnance, uzavřen byl jen provoz margarínky kvůli vládnímu omezení exportu jedlých tuků a olejů. V roce 1937 byl naopak přikoupen bývalý cukrovar v Židovicích u Roudnice nad Labem.
V průběhu doby se také rozšiřoval vyráběný sortiment, kromě základního Ottova mýdla rakovnického firma nabízela např. zahuštěné mýdlo Mydlík, mýdlo na těžko vypratelné skvrny Mogul, dále barevná toaletní mýdla typu Jasmin, Chypre, Oracon, Rose nebo holicí mýdlo Rakon, mýdlový prášek Omýr, prací prášek Otamýr a různé kosmetické výrobky i parfumerii jako byly pleťové krémy Otima či zubní pasta a ústní voda Otana. Kromě toho třeba jedlý tuk Jedlík nebo margarín Otava. Firma proslula také svým marketingem, pro hospodyňky vycházely různé letáky s návody, populární byly knížky s pohádkami pro děti nebo série Dobrodružství Ottáčka a Ráčka. Typickou byla snaha prosadit se u zákazníků i vtipnými slogany, např. „Vybírej si bystrým zrakem, z mýdel vždycky jen to s rakem!“ nebo „Ať jsi černý jako bota, umyje tě mýdlo Otta!“
S koncem první republiky však přišel i postupný konec Ottovy továrny. Za protektorátu šla kvalita výroby dolů vzhledem k nedostatku surovin a Němci také tlačili na převzetí firmy, k čemuž ale nakonec nedošlo. Po válce nicméně byla na základě dekretu č. 101/1945 Sb. vyhláškami ministra výživy znárodněna a začleněna jako národní podnik do československých tukových závodů, ačkoli majitelé protestovali, že nesplňovala podmínku alespoň 150 zaměstnanců. Znárodnění ovšem ještě potvrdil zákon č. 115/1948 Sb., vydaný po komunistickém převratu. Dosavadní firma „František Otta, továrna na mýdla a jedlé tuky“ byla také změněna nejdříve na „Rakovnický tukový závod“ a po roce 1949 „Rakona“. Ta vyráběla asi 70 % všech československých čisticích prostředků a v roce 1991 byla vládou v rámci privatizace prodána americké společnosti Procter & Gamble. Potomci Františka Otty zůstali bez kompenzace, až Evropský soud pro lidská práva ve Štrasburku jim přiznal náhradu kvůli nedostatkům v soudním procesu.

## Veřejná činnost

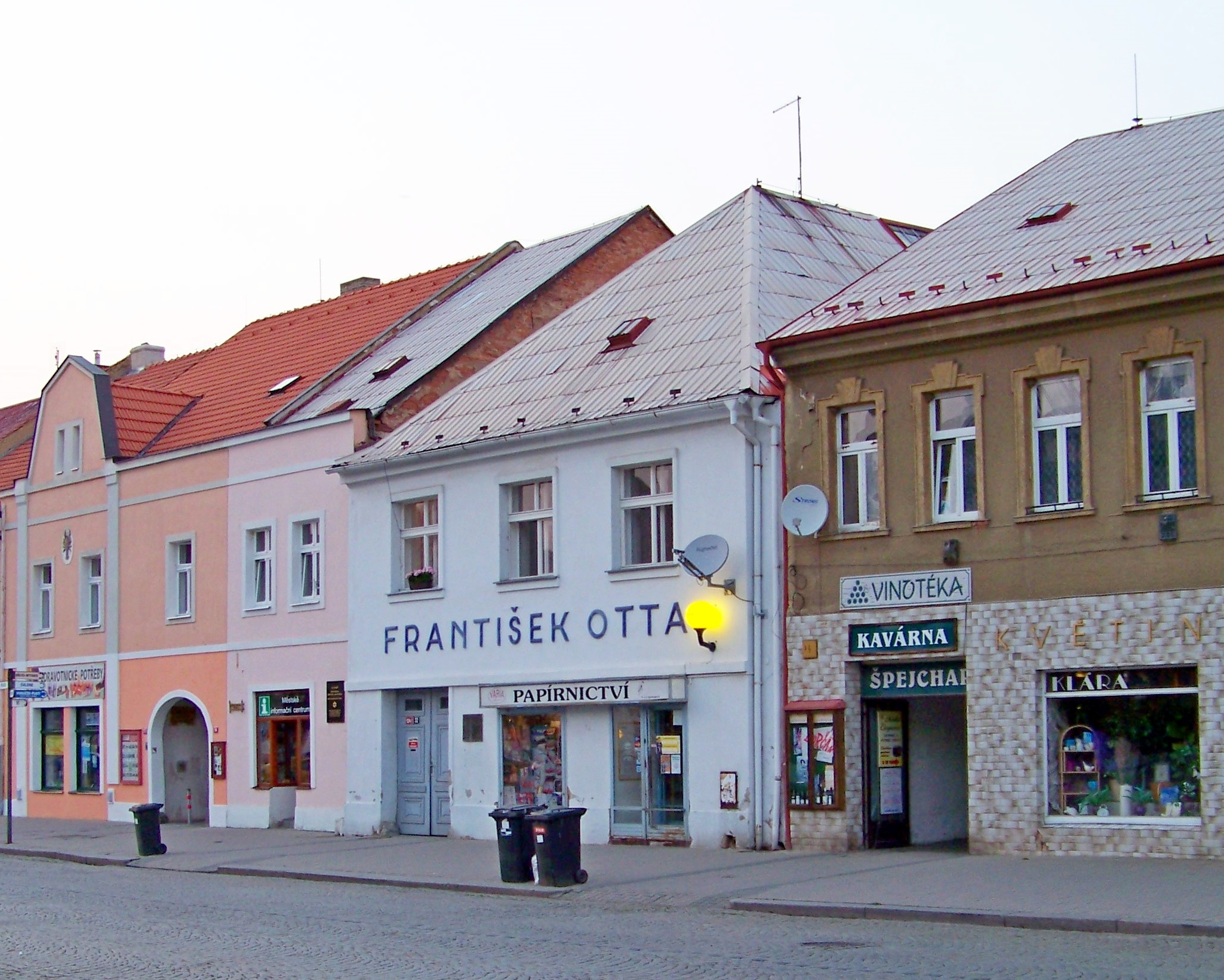
Dům čp. 124 na Husově náměstí

V Rakovníku se František Otta nevěnoval pouze úspěšnému podnikání, působil také veřejně a podílel se tak na jeho moderním rozvoji na přelomu 19. a 20. století. Už v roce 1892 a poté pravidelně i v dalších letech byl zvolen do městského zastupitelstva. Roku 1910 se stal také starostou (před tím byli za doby jeho působení v Rakovníku starosty postupně v letech 1874–1883 Jan Heinz, 1883–1893 Otomar Zákon a 1893–1910 Josef Čermák), kvůli továrně se však úřadu nemohl plně věnovat, proto již roku 1912 na svou funkci rezignoval a nahradil jej inženýr Karel Schleyder.
Přesto se jako starosta zasloužil např. o zřízení dvouleté obchodní školy při rakovnické reálce, výstavbu sokolovny nebo o založení Musejního spolku, podporujícího provozování městského muzea, v němž se poté také angažoval. Ve 30. letech se stal i jeho místopředsedou a později předsedou, ovšem činným byl tehdy převážně Jan Renner, místní učitel a dlouholetý jednatel spolku. Podobně byl již od roku 1911 předsedou Okrašlovacího spolku, který se staral o zvelebení Rakovníka a který stál za založením městských sadů, opravou mariánského sloupu a hradebních zdí, vysazením aleje na náměstí apod. Otta byl jejich předsedou až do své smrti, byť mu zdravotní stav již nedovoloval se činnosti obou spolků aktivně věnovat.

## Rodina
František Otta pocházel z Kostelce nad Labem, rodina bydlela v domku čp. 74. Byl nejmladším ze sedmi dětí, jeho otcem byl místní kožešnický mistr Antonín Otta a matkou Kateřina, roz. Kulajová. Za sourozence měl Julii, Antonína, Josefa, Václava, Marii a Annu, přičemž bratr Antonín ho přivedl do Rakovníka a sestra Marie se mu zde nejdříve starala o domácnost a poté prodávala v obchodě na náměstí.
Dne 8. listopadu 1876 se oženil s jednadvacetiletou Žofií Junovou z Kněževsi. Postupně se jim narodil syn Alois (* 23. 8. 1877), dcera Marie (* 1. 2. 1879), která však již 12. dubna 1880 zemřela na tuberkulózu, a synové Rudolf (* 10. 3. 1881) a František (* 18. 12. 1882). Na tuberkulózu 12. ledna 1883 zemřela také Ottova mladá žena a poté 16. února 1883 i syn František, přičemž jako důvod smrti se uvádí psotník. Znovu se František Otta oženil dne 23. dubna 1884 s devětadvacetiletou Františkou Kateřinou Linhartovou z Rakovníka. Spolu měli sedm dětí: dcery Františku Kateřinu (* 26. 2. 1885), Marii Gabrielu (* 20. 3. 1886), tak však zemřela už 7. června téhož roku na katar střev, a Zdenku Marii (* 9. 8. 1887), která 19. července 1889 zemřela na záškrt, a syny Karla Františka Julia (* 17. 9. 1888), jenž zemřel 8. srpna 1889 také na záškrt, Františka Jana (* 25. 2. 1890), Jana Augustina (* 23. 7. 1891) a Julia Václava (* 2. 9. 1892). Dospělosti se tedy dožili Alois a Rudolf z prvního manželství a Františka, František, Jan a Julius z druhého manželství. Rudolf však roku 1905 zemřel na zánět ledvin a Jan padl v roce 1915 ve válce.
Ottovi synové Alois, František a Julius převzali po otci firmu, kterou vedli společně a kterou dále úspěšně rozvíjeli. Po znárodnění však o ni přišli, stejně jako o všechen hodnotnější majetek, a museli se dál živit v dělnických profesích. Ke konci života jim byly vyměřeny minimální penze. Františkův syn, také František, byl navíc v roce 1951 odsouzen státním soudem ke 13 letům vězení, které si odpykával v uranových dolech. Po devíti letech byl propuštěn a v roce 1966 při pokusu o útěk z Československa byl zadržen a znovu odsouzen. Uprchnout se podařilo jen manželce a dceři, nicméně o rok později byl amnestován a spolu se synem se dostal za nimi do Kanady. Žili pak v Torontu, František byl činný v Klubu 231 a podílel se zde na vybudování památníku obětem komunismu.

## Památka
Po odchodu na odpočinek v roce 1921 žil František Otta se svou ženou domě čp. 124 na Husově náměstí, kde byla stále prodejna mýdel a toaletních potřeb. Na fasádě tohoto domu je ostatně dodnes umístěno jeho jméno vytvořené asi půlmetrovými tmavomodrými písmeny. Do řízení firmy příliš nezasahoval, věnoval se pak již jen spolkové činnosti a když jeho firma v roce 1935 slavila 60. výročí fungování, obdržel od zastupitelstva jeho rodného Kostelce nad Labem čestné občanství. Ve svém domě také František Otta 25. května 1939 zemřel a pohřbu konaného o dva dny později se kromě rodiny, zaměstnanců továrny a mnoha rakovnických občanů zúčastnili i významní českoslovenští továrníci a politici. Ottova památka je stále v Rakovníku a jeho okolí živá, kromě jiného po něm byla pojmenována ulice vedoucí k jeho dřívější továrně, jakkoli ta již nese jiný název. Pro pamětníky byl vzorem píle, pracovitosti a poctivosti, chápali jej jako člověka, který se dokázal sám vypracovat na významného podnikatele a který se také zasloužil o město, ve kterém žil.